# Mateo Chávez
Mateo Chávez García (* 12. Mai 2004 in San Nicolás de los Garza, Nuevo León) ist ein mexikanischer Fußballspieler, der in der Abwehr und im defensiven Mittelfeld eingesetzt wird.

## Leben
Der im Nachwuchsbereich des Club Deportivo Guadalajara ausgebildete Chávez hatte seine ersten Einsätze als Erwachsenenspieler für dessen Farmteam Club Deportivo Tapatío, mit dem er in der Saison 2022/23 die Meisterschaft der zweitklassigen Liga de Expansión MX gewann. Für Tapatío bestritt Chávez insgesamt 31 Punktspieleinsätze, in denen er zwei Treffer erzielte: den ersten am 7. September 2023 zum 1:0-Siegtreffer gegen die Mineros de Zacatecas und den zweiten am 30. September 2023 zum späten 1:1-Ausgleich beim CF Atlante in der letzten Spielminute.
Seinen ersten Einsatz in der höchsten mexikanischen Spielklasse hatte Chávez am 13. Januar 2024 für den Mutterverein in einem Heimspiel gegen Santos Laguna (1:1), als er zehn Minuten vor Spielende für Antonio Briseño eingewechselt wurde. Allein in der Clausura 2024 bestritt Chávez elf Punktspieleinsätze.
Im Sommer 2025 wechselte Chávez nach Europa zu AZ Alkmaar in die niederländische Eredivisie.

## Trivia
Mateo Chávez ist ein Sohn von Paulo César Chávez, der seine Laufbahn ebenfalls beim Club Deportivo Guadalajara begonnen hatte und mit dem Verein im Torneo Verano 1997 den zehnten Meistertitel der Vereinsgeschichte gewann.

## Erfolge
- Meister der Liga de Expansión MX: 2022/23
- Gewinner CONCACAF Gold Cup: 2025